# Cela (Cuanza Sur)
Cela es un municipio de la provincia de Cuanza Sur en Angola. En julio de 2018 tenía una población estimada de 252 852 habitantes.
Se encuentra ubicado en el centro-oeste del país, al sur de Luanda, cerca del río Cuanza y de la costa del océano Atlántico.